# Viola glechomoides
Viola glechomoides är en violväxtart som beskrevs av Leybold. Viola glechomoides ingår i släktet violer, och familjen violväxter. Inga underarter finns listade i Catalogue of Life.